# Аксу (Степногорская городская администрация)
Аксу́ (каз. Ақсу) — посёлок в Казахстане, расположен в Акмолинской области (в 234 км от областного центра — Кокшетау). Входит в состав городской администрации Степногорска. Образует одноименную поселковую администрацию «Посёлок Аксу». 
- Код КАТО — 111833100[4].
- Код КАТО администрации — 111833000[5].

Название посёлка переводится с казахского как «белая вода». Другое толкование названия посёлка, возможно, обозначает не цвет воды как таковой, а то, что её источник дождевая и талая вода.

## География
Посёлок расположен приблизительно в 12 км к северу от Степногорска на левом берегу реки Аксу (на расстоянии около 2 км). К северо-западу от посёлка находится озеро Ашиколь.

## История
Аксу возник в 1929 году, когда первая артель золотодобытчиков, состоящая из 58 человек, начала добычу золота. В марте 1930 года был образован рудник имени Сталина. На руднике в 1931 году добыли 147,05 кг золота, в 1932 году — 183 кг, в 1933 году — 193,5, в 1934 году — 240, в 1935 году — 560,5 кг. В 1932 году была открыта школа. В 1936 году на руднике жило 4549 человек, 75 % казахи, 25 % — русские. Указом от 8.04.1940 г. населённый пункт при руднике имени Сталина отнесен к разряду рабочих посёлков с наименованием Сталинский.
Начало процессу создания посёлка «Кварцитка» было положено перед самой войной, когда в 1945 году был разработан план строительства промышленных объектов; реально осуществляться он начал после того, как в 1952 г. была построена Богембайская тепловая электростанция.
Указом Президиума Верховного Совета Казахской ССР от 23 декабря 1961 года городской посёлок Сталинский Ленинского района Целиноградской области Целинного края переименован в городской посёлок Аксу.
Решением Акима Акмолинской области от 11 марта 1997 года поселки Аксу и Бестобе были включены в границы г. Степногорска.
Аксу известен, в первую очередь, своими рудниками и шахтами по добыче полезных ископаемых, таких как: золото, платина, палладий, молибден. Имеется около 3-х карьеров. Кроме того, здесь находятся 2-е по величине в мире хвостовые захоронения урановых отходов (отходы после добычи урана).

## Население
В 1999 году население посёлка составляло 5690 человек (2787 мужчин и 2903 женщины). По данным переписи 2009 года, в посёлке проживал 3779 человек (1929 мужчин и 1850 женщин).
По данным на начало 2019 года население посёлка составило 4027 человек (1989 мужчин и 2038 женщин).
| Численность населения Аксу | Численность населения Аксу | Численность населения Аксу | Численность населения Аксу | Численность населения Аксу | Численность населения Аксу | Численность населения Аксу |
| 1959                       | 1970                       | 1979                       | 1989                       | 1991                       | 1999                       | 2009                       |
| -------------------------- | -------------------------- | -------------------------- | -------------------------- | -------------------------- | -------------------------- | -------------------------- |
| 11 637                     | ↘9745                      | ↘8991                      | ↗9587                      | ↘9100                      | ↘5690                      | ↘3779                      |
| 2011                       | 2012                       | 2013                       | 2014                       | 2015                       | 2016                       | 2018                       |
| ↗3840                      | ↗3871                      | ↗3909                      | ↗3926                      | ↗3933                      | ↘3923                      | ↗3982                      |
| 2019                       | 2020                       | 2021                       |                            |                            |                            |                            |
| ↗4027                      | ↘3945                      | ↘3833                      |                            |                            |                            |                            |